# Droga wojewódzka 957
Die Droga wojewódzka 957 (DW 957) ist eine 70 Kilometer lange Droga wojewódzka (Woiwodschaftsstraße) in der polnischen Woiwodschaft Kleinpolen, die Białka mit Nowy Targ verbindet. Die Strecke liegt im Powiat Suski und im Powiat Nowotarski.

## Streckenverlauf
Woiwodschaft Kleinpolen, Powiat Suski
-  Białka (DK 28)
- Skawica
- Zawoja
- Wilczna
- Stolarka

Woiwodschaft Kleinpolen, Powiat Nowotarski
- Zubrzyca Górna
- Zubrzyca Dolna
-  Jabłonka (DK 7, DW 962)
- Piekielnik
-  Czarny Dunajec (DW 958)
- Stare Bystre
- Rogoźnik
- Ludźmierz
-  Nowy Targ (Neumarkt) (DK 47, DK 49, DW 969)